# Powstanie w rejonie muromcewskim
Powstanie w rejonie muromcewskim (ros. Восстание в Муромцевском районе) - antysowieckie wystąpienie zbrojne na Syberii na pocz. 1930 r.
Od marca 1929 r. na Syberii trwała kolektywizacja rolnictwa. Pod koniec lutego 1930 r. we wsi Tarmakła, na północny wschód od Muromcewa, została utworzona grupa ok. 15 chłopów pod wodzą leśnika Iwana M. Szawarnajewa, która 1 marca we wsi Kondratiewskoje przy pomocy miejscowych chłopów uwolniła kilka aresztowanych kułackich rodzin. Następnie przybyła do wsi Tarmakłinskoje, gdzie został sformowany 150-osobowy oddział. 
Doprowadziło to do wybuchu powstania zbrojnego, które objęło swoim zasięgiem 28 wsi w rejonie muromcewskim obwodu omskiego. Powstańcy domagali się zaprzestania wysiedlania kułaków. Centrum powstania została wieś Riazany, gdzie zgromadziło się ok. 500 powstańców. Na ich czele stanął I.M. Szarnajew. Utworzono sztab powstańczy. Powstały oddziały powstańcze, które rozbijały areszty, uwalniając aresztowanych, wyganiały ze wsi aktywistów partyjnych i działaczy kołchozowych, grabiły kołchozy, likwidowały sielsowiety, zdobywały uzbrojenie. Próbowano nieskutecznie zdobyć wieś Muromcewo. Przy pierwszych starciach z siłami wojskowymi powstańcy rozwiązywali jednak swoje oddziały i wracali do domów. Siły powstańcze zostały rozbite po kilku-kilkunastu dniach. Po upadku powstania 442 powstańców zostało skazanych przez tzw. trójki NKWD, w tym 62 rozstrzelano.